# Природна забележителност
Природна забележителност е категория защитена територия. В категоризацията на Международния съюз за защита на природата е класифицирана като Natural Monument (категория III).
Природните забележителности (дефинирани като „природни паметници“) за пръв път са регламентирани като защитени обекти в България в Наредбата-закон за защита на родната природа (1936). Терминът „природна забележителност“ е въведен със Закона за защита на природната среда (1967). Режимът за опазване, ползване, обявяване и управление на природните забележителности се урежда със Закона за защитените територии (Обн., ДВ, бр. 133 от 11.11.1998).
Природните забележителности представляват защитени редки, красиви и ценни в научно, културно или естетическо отношение природни обекти запазени в своя най-естествен вид и форми. Тези природни обекти могат да бъдат както от живата природа, така и от неживата природа. Към конкретния обект, обявен за природна забележителност, се включва и природната обстановка, в която той съществува. На тези площи се забраняват дейности, които могат да нарушат тяхното естествено състояние или да намалят естетическата им стойност.
Обявяването на обект за природна забележителност или отнемането на такъв статут става със заповед на министъра на околната среда и водите, която заповед се обнародва в Държавен вестник. Обявяването на обект за природна забележителност не променя собствеността на горите, земите и водните площи в него. Чужди държави, чужди граждани и чуждестранни юридически лица, както и политически партии, организации, движения и коалиции с политически цели не могат да притежават право на собственост върху горите, земите и водните площи в тези обекти.
Към 1 юни 2009 г. на територията на България има 349 природни забележителности, с обща площ 17 919,54 ха.
- Списък на природните забележителности на сайта на Изпълнителната агенция по околна среда[неработеща препратка]